# Meliteo
En la mitología griega, Meliteo (en griego antiguo: Μελιτεύς) es un héroe, hijo de Zeus, el dios supremo y de un ninfa llamada Otreide. Es fundador y epónimo de la ciudad de Melitea en Tesalia.
Al nacer, Meliteo fue abandonado en el bosque por su madre, quien temía la abrumadora cólera de Hera (esposa de Zeus), que estaba muy celosa. Sin embargo, Zeus se preocupó por su hijo y envió un enjambre de abejas que le proporcionaron buen alimento hasta que Meliteo fue recogido por un pastor llamado Fagro, hijo de la misma ninfa y de Apolo, que fue quien definitivamente lo crio. Al hacerse mayor fue muy fuerte, y sometió a los pueblos de alrededor, fundando la ciudad de Melitea. Reinó en esta ciudad como un tirano y mandó raptar a las doncellas y se las apropió. Se enamoró de una, Aspalis, hija de Argeo, pero esta, antes de la llegada de los soldados que la iban a buscar, se colgó. El hermano de la chica, Astígites, se puso los vestidos de ella y debajo ocultó una espada, haciéndose pasar por Àspalis cuando estuvo ante el tirano lo mató. Los habitantes de la ciudad echaron el cuerpo de Meliteo al río y proclamaron rey Astígites.
Debido a esta historia mitológica, una especie de abejas lleva su nombre, y Meliteo inspiró la palabra proveniente del latín, "miel".